# Blac Chyna
Angela Reneé White (Maryland, 11 de Maio de 1988), mais conhecida como Blac Chyna, é uma socialite, maquiadora, stripper, modelo e empresária norte-americana. Em 2014 ela lançou sua própria linha de maquiagem Lashed com um salão de beleza em Encino, Los Angeles e em 2016 lançou sua linha de roupas 88finbyBlacChyna e no mesmo ano fez parte de um reality show com seu ex-noivo Rob Kardashian chamado ''Rob and Chyna''. E em 2019 tem seu próprio reality show fornecido pelo canal de stream Zeus Network chamado ''The Real Blac Chyna''.

## Início
Blac Chyna nasceu em 1988 como Angela Reneé White, na cidade de Washington, DC nos Estados Unidos. Ela é filha de Shalana Hunter (também conhecida como Tokyo Toni) e de Eric Holland.
Em 2003, teve o seu primeiro trabalho aos 15 anos no McDonald's, após isso, entrou na universidade de Johnson & Wales University no campus de North Miami na Flórida e para se sustentar, virou modelo e stripper na boate chamada "King of Diamonds" de Miami, por conta disso, passou a ser conhecida no meio hip-hop. Inclusive, nessa boate conheceu Tyga, o rapper que viria a ser pai do seu primeiro filho, chamado de King Cairo Stevenson, nascido em 2012.
Em Janeiro de 2016, a Blac Chyna começou um relacionamento amoroso com Robert "Rob" Kardashian (o filho mais novo de Kris Jenner e do famoso advogado Robert Kardashian). Em abril de 2016, três meses depois, os dois ficaram noivos. Em maio de 2016, o casal anunciou que Chyna estava grávida de Dream Renée Kardashian, que nasceu no dia 10 de novembro de 2016 na cidade de Los Angeles nos Estados Unidos. Em Fevereiro de 2017 o casal anunciou a separação. Em julho de 2017, Rob Kardashian postou uma série de prints e fotos comprometedoras e sexualmente explícitas de Chyna, acarretando um processo e por conseguinte uma ordem de restrição temporária contra Rob.

## Carreira

### 2010-12: modelagem Urbana
Junto com o stripping em 2010, Chyna começou a trabalhar como modelo. Chyna costumava se chamar "Cream", mas depois, passou a se chamar "Blac Chyna" depois que ela conheceu um cliente no clube de strip que ela trabalhava que se chamava Black China, porque ele era um homem negro com um olhar chinês. Em setembro de 2010, Chyna posou para a capa da revista Dimepiece.

### Participações em videoclipes
Chyna participou do clipe de "Rack City" de Tyga em 2012.
Chyna participou do clipe "Monster" de Nicki Minaj.
O cantor Drake citou Chyna na canção "Miss Me", no trecho que diz: ''Call up King of Diamonds and tell Chyna it’ll be worth the flight. I be at my table stackin’ dollars till the perfect height''
Participou do clipe "Rich $ex", do rapper Future em 2015.
Chyna participou do clipe de "Yo Gotti" com participação de Nicki Minaj - Rake It Up.
Por conta de suas participações em clipes de cantores de hip-hop famosos, ela é conhecida como ''Papa Hip-Hop''.